# Население на Сенегал
Населението на Сенегал според последното преброяване от 2013 г. е 13 508 715 души.

## Численост
Численост на населението според преброяванията през годините:
| Година | Численост  |
| 2002   | 9 858 482  |
| 2013   | 13 508 715 |

## Възрастова сткруктура
(2006)
- 0-14 години: 40,8% (мъжe 2 467 021 / жени 2 422 385)
- 15-64 години: 56,1% (мъжe 3 346 756 / жени 3 378 518)
- над 65 години: 3,1% (мъжe 174 399 / жени 198 042)

(2000)
- 0-14 години: 45% (мъжe 2 237 678 / жени 2 213 632)
- 15-64 години: 52% (мъжe 2 501 649 / жени 2 729 412)
- над 65 години: 3% (мъжe 152 236 / жени 152 887)

## Коефициент на плодовитост
- 2000: 5,21
- 2006: 4,38

## Етнически състав
- 43,3 % – волоф
- 23,8 % – фулбе
- 14,7 % – серер
- 3,7 % – диола
- 3 % – мандинка
- 1,1 % – сонинке
- 1 % – бели африканци (50 000) и виетнамци
- 9,4 % – други

## Религия
- 96% – мюсюлмани
- 3% – християни
- 1% – други